# Paracorrhenes flavomaculata
Paracorrhenes flavomaculata là một loài bọ cánh cứng trong họ Cerambycidae.